# Silverio Franconetti

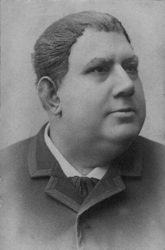

 Silverio Franconetti (de son nom complet Silverio Franconetti Aguilar) né et mort à Séville (10 juin 1831 - 30 mai 1889), est un cantaor (chanteur) de flamenco espagnol. 

## Biographie
Né d'un père officier italien, et d'une mère andalouse, il fut dans sa jeunesse apprenti tailleur de pierre à Moron de la Frontera. Il apprend à chanter le flamenco en fréquentant des gitans. Talentueux, El Fillo le remarque et l'encourage dans cette voie. Il donne ses premiers récitals à Madrid en 1850. 
À la fin des années 1850, il part pour l'Amérique du Sud et s'installe en Uruguay. À son retour en Espagne, il se produit professionnellement. En 1865 il devient aussi organisateur de spectacles flamenco en ouvrant des café cantantes (cafés chantants) qui furent les premiers établissements dédiés à ce genre musical et fera connaître le jeune Antonio Chacon. Il est considéré comme un des premiers artistes professionnels et un des inventeurs du spectacle flamenco, auparavant cette musique était destinée à un auditoire familial et privé.